# Stephen Lim
Tian San „Stephen“ Lim (* 18. Oktober 1942) ist ein ehemaliger malaysischer Radrennfahrer.

## Sportliche Laufbahn
Lim war im Straßenradsport aktiv und Teilnehmer der Olympischen Sommerspiele 1964 in Tokio. Im olympischen Straßenrennen belegte er den 72. Platz.